# RASIT

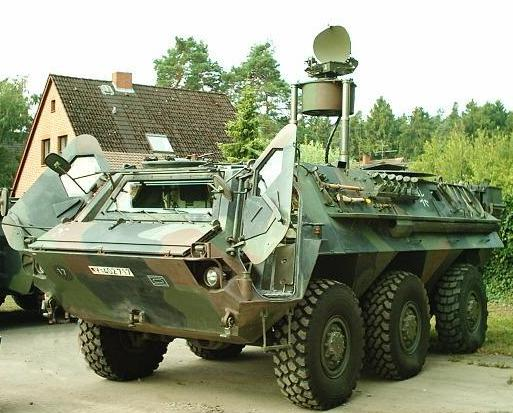
Transportpanzer Fuchs mit RASIT-Aufsatz

Das RASIT (Radar d’Acquisition et de Surveillance Intermédiaire) war ein Gefechtsfeld- (ground-surveillance radar) oder Panzeraufklärungsradar (armored reconnaissance radar), welches von der Bundeswehr und anderen NATO-Armeen verwendet wurde. Das Gerät wurde in den 1970er Jahren von LCTAR (Le Centre Thomson d’Applications Radar) in Frankreich entwickelt und von Thomson-CSF, heute Thales Group, vertrieben.

## Technik
Die Technik des RASIT basiert auf den Mechanismen eines Puls-Doppler-Radars. Ein geübter Bediener hat die Möglichkeit, zwischen Signalen von Personen, Fahrzeugen und Luftfahrzeugen zu unterscheiden.
Das RASIT besitzt einen Azimut von 0–240°, eine Pulswiederholfrequenz kleiner als 3,75 kHz und eine Leistung von 2 kW. Es operiert mit I-Band mit zehn verschiedenen Frequenzen auf einer Impulsfolgefrequenz von 200 kHz. Es kann abgesessen wie auch auf Fahrzeugen montiert verwendet werden. Das RASIT wird auf der Fahrzeugmitte des Gefechtsfahrzeuges aufgebaut, kann durch Spindelbetrieb auf 1,80 Meter ausgefahren werden und dort aus elevierter Position Personen auf 6000 Meter, Personengruppen auf 8000 Meter, Fahrzeuge und Hubschrauber auf bis 20.000 Meter aufklären. Das Modell RASIT-E hat sogar eine Reichweite bis 40.000 Meter. Die Signale des RASIT werden im Inneren des Panzers mithilfe einer Fahrzeugnavigationsanlage und einem Zielwegschreiber ausgewertet. Die Ergebnisse werden in einer Karte eingetragen, die in ihrer Gesamtheit ein Feindbild ergeben.

### Bestandteile
Das RASIT wird üblicherweise von zwei Personen bedient, besteht aus einem zerlegbaren Radarteil, einer Antenne mit Fuß und einem Rotationssystem. Außerdem einem Kontrollkasten und einem Bildschirm. Optional kann ein Plotter angeschlossen sein, der die beobachteten Punkte auf einer Karte festhält.

## Verwendung
Von 1975 bis 1996 wurden ungefähr 700 RASIT-Radargeräte in 32 Ländern vertrieben. Anfänglich wurden die französischen Streitkräfte damit ausgerüstet. Das RASIT kam bei der Bundeswehr in den Jahren 1986/1987 überwiegend in der Panzeraufklärungstruppe als Aufsatz auf dem Transportpanzer Fuchs zum Einsatz.
Das RASIT sollte durch das modernere Bodenüberwachungsradar (BÜR) Spexer 2000 ersetzt werden. Nach der Lieferung von zwei Vorserienfahrzeugen auf Dingo 2 wurde das Projekt jedoch eingestellt. Erst im Jahr 2021 erfolgte schließlich die Bestellung von 69 Bodenüberwachungsradarsystemen, u. a. als Ersatz für das System RASIT, unter der Bezeichnung Bodengebundenes Aufklärungs- und Raumüberwachungssystem. Die neuen Systeme sollen in den Jahren 2022 bis 2024 an die Bundeswehr ausgeliefert werden.